# Cylletron nivale
Cylletron nivale (лат.) — вид стафилинид из подсемейства Omaliinae. Единственный вид рода Cylletron.

## Описание
Чёрные жуки длиной тела около 2 мм. Вся верхняя часть тела густо покрыта короткими волосками. Тело узкое, более параллельное.

## Распространение
Встречается на Скандинавии, севере европейской части России, Западной Сибири, юге Восточной Сибири (Прибайкалье).